# Stefano Braga
Stefano Braga (ur. 11 stycznia 1994) – włoski lekkoatleta specjalizujący się w skoku w dal.
Pierwsze międzynarodowe sukcesy odniósł w 2011 zdobywając brązowy medal mistrzostw świata juniorów młodszych oraz srebro na festiwalu młodzieży Europy. 
Rekord życiowy: stadion – 7,48 (6 czerwca 2014, Turyn); hala – 7,68 (8 lutego 2014, Ankona). 

## Osiągnięcia
| Rok  | Impreza                                    | Miejsce         | Pozycja    | Wynik |
| ---- | ------------------------------------------ | --------------- | ---------- | ----- |
| 2011 | Mistrzostwa świata juniorów młodszych      | Lille Metropole | 3. miejsce | 7,42w |
| 2011 | Letni olimpijski festiwal młodzieży Europy | Trabzon         | 2. miejsce | 7,36  |